# Denis Frémond
Pour les articles homonymes, voir Frémond.
Denis Frémond, né au Havre le 16 avril 1950, est un peintre français.
Au cours des années 1980, il est également dessinateur de presse et auteur de bande dessinée.

## Biographie

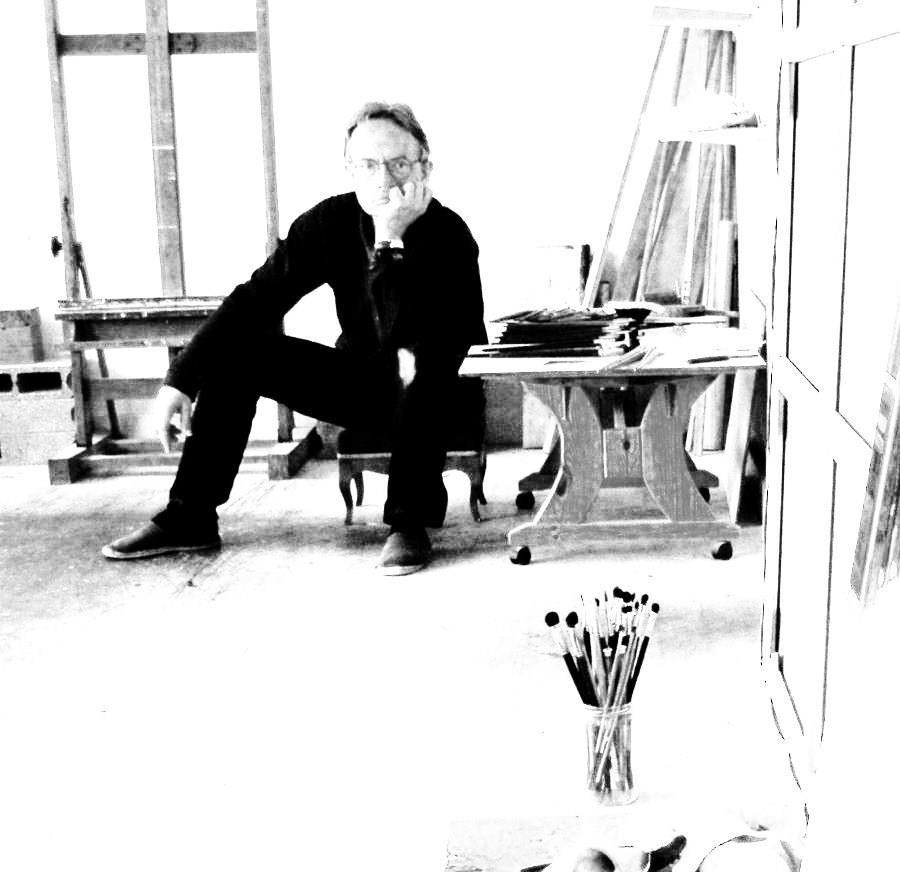
Denis Frémond dans son atelier en 2007.

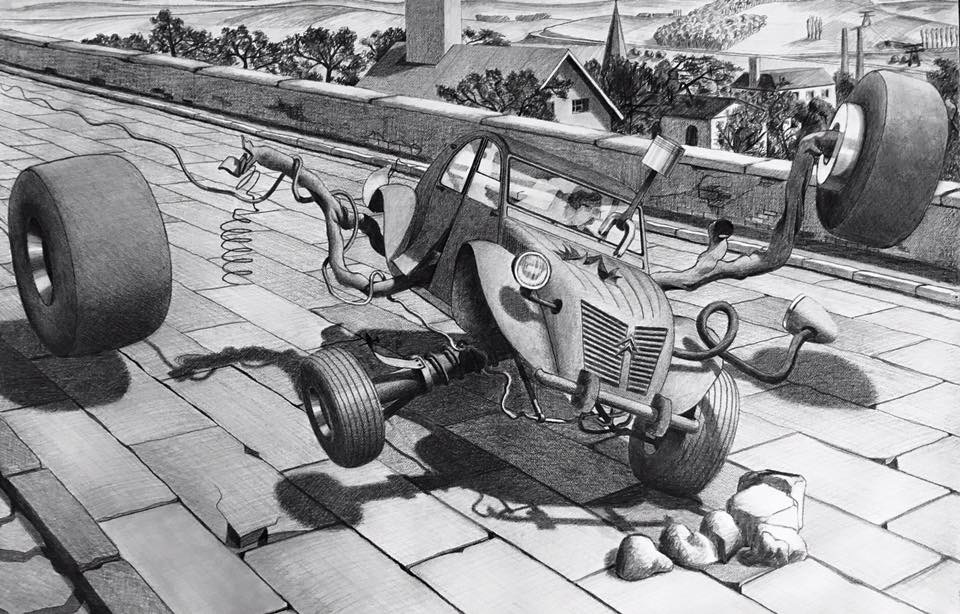
Métamorphose, dessiné par Denis Frémond en 1976.

Denis Frémond est né au Havre, au sein d’une famille de la grande bourgeoisie. Il reçoit une éducation calviniste et fréquente le lycée François-Ier de sa ville natale.
En 1967, il intègre l’École Boulle à Paris. À sa sortie, il renonce tout d’abord à la peinture et fréquente le Cours d’art dramatique René Simon à Paris. Il revient définitivement à la peinture en 1976, expérimente tout d’abord une veine loufoque, qu’il reprend parallèlement dans les années 1980 comme dessinateur de presse et auteur de bandes dessinées (Pilote, L’Écho des savanes, Le Point, Dargaud…). Ses travaux sont collectés par Albin Michel en quatre volumes. Il lance également le personnage du journaliste Jo Engo en 1985, qui fait l'objet de deux albums, dessinés dans le style ligne claire.
À partir de 1991, il se consacre exclusivement à la peinture, à l’aquarelle d’abord, notamment dans sa ville natale, Le Havre, puis à l’huile, avec pour première influence Johannes Vermeer et la catharsis produite par la source toujours unique de lumière. Cette purgation esthétique le lie sans jamais le lâcher au fil des années. Mais il idéalise progressivement les scènes, simplifie les formes, et s’approche par ailleurs d’une inspiration littéraire, que Véronique Cassarin-Grand, journaliste à L’Obs, s’agissant d’une toile intitulée La Ronde de nuit, commente ainsi : « Les tableaux de Denis Frémond sont à l'image des romans de Patrick Modiano. Ils ont en commun une familière étrangeté, une obsession du temps (é)perdu, la nostalgie d'un bonheur éternellement recomposé ». Mais c’est aussi une certaine forme d’onirisme qui caractérise cette œuvre, dont tous les éléments, bien réels, forment cependant un ensemble insensiblement irréel, qui renvoie aux fragments littéraires que l’artiste dépose sur le journal de son site. Comme le rapporte Guy Jacquemelle pour le webzine Les Artistes contemporains, Denis Frémond « tient à jour sur son blog un journal […]. Ainsi ce dimanche 7 janvier 2007 écrit-il : “Rêve de cette nuit : je suis en train de peindre mais une personne se tenant à ma gauche me lit des passages de Rainer Maria Rilke, dans Lettres à un jeune poète, je m’interromps pour tenter de savoir d’où vient cette voix, car il n’y a personne, je suis seul dans cette grande pièce, plus grande que dans la réalité… Dehors, il ne s’agit pas de Paris, mais d’un paysage de campagne, plat, quelques arbres, des éoliennes dans le lointain, dont le bruit léger se propage dans la pièce comme celui d’une pendule, y instaurant une prodigieuse sensation de calme” ». Sigmund Freud et Maurice Ravel complètent les influences exercées sur le travail de l’artiste. Ainsi, ce portrait malicieux du père de la psychanalyse, qui avait la musique en « aversion », intitulé Portrait en Gaspard de la nuit, hommage au fameux triptyque pour piano de Maurice Ravel, inspiré du poème d’Aloysius Bertrand.

## Peintures

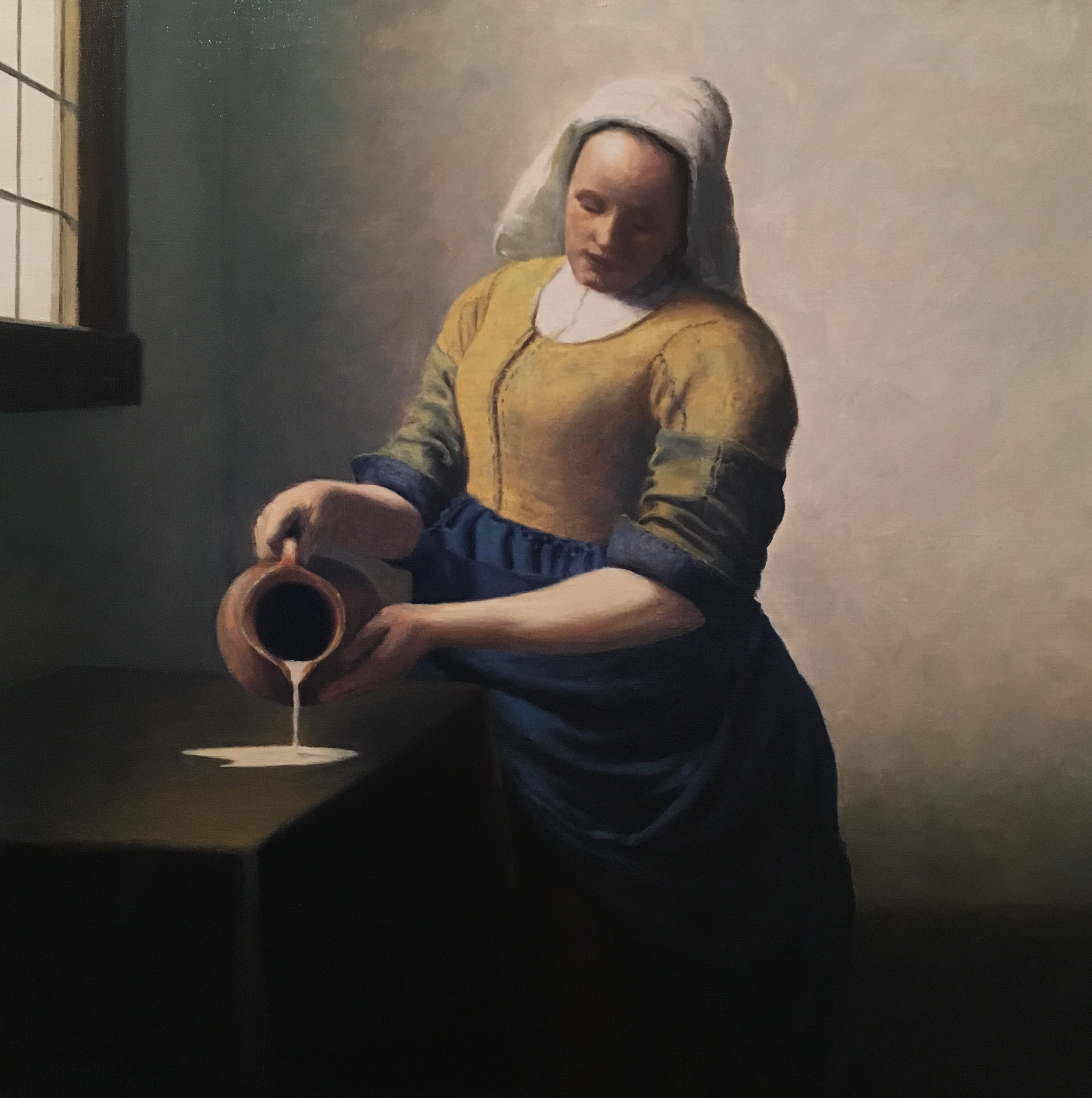
La Laitière, 1993 (d’après le tableau homonyme de Vermeer).
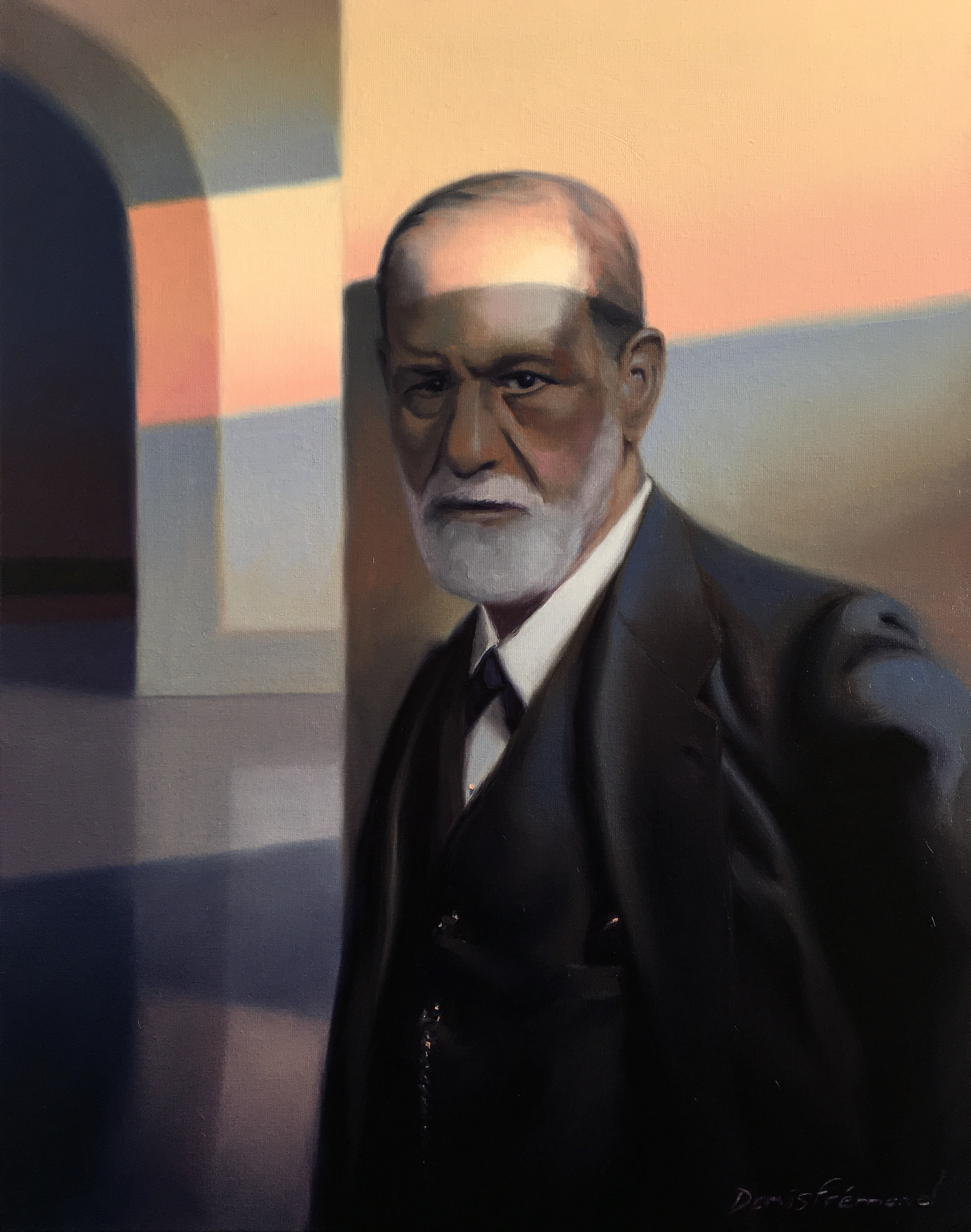
Portrait en Gaspard de la nuit, 2019.
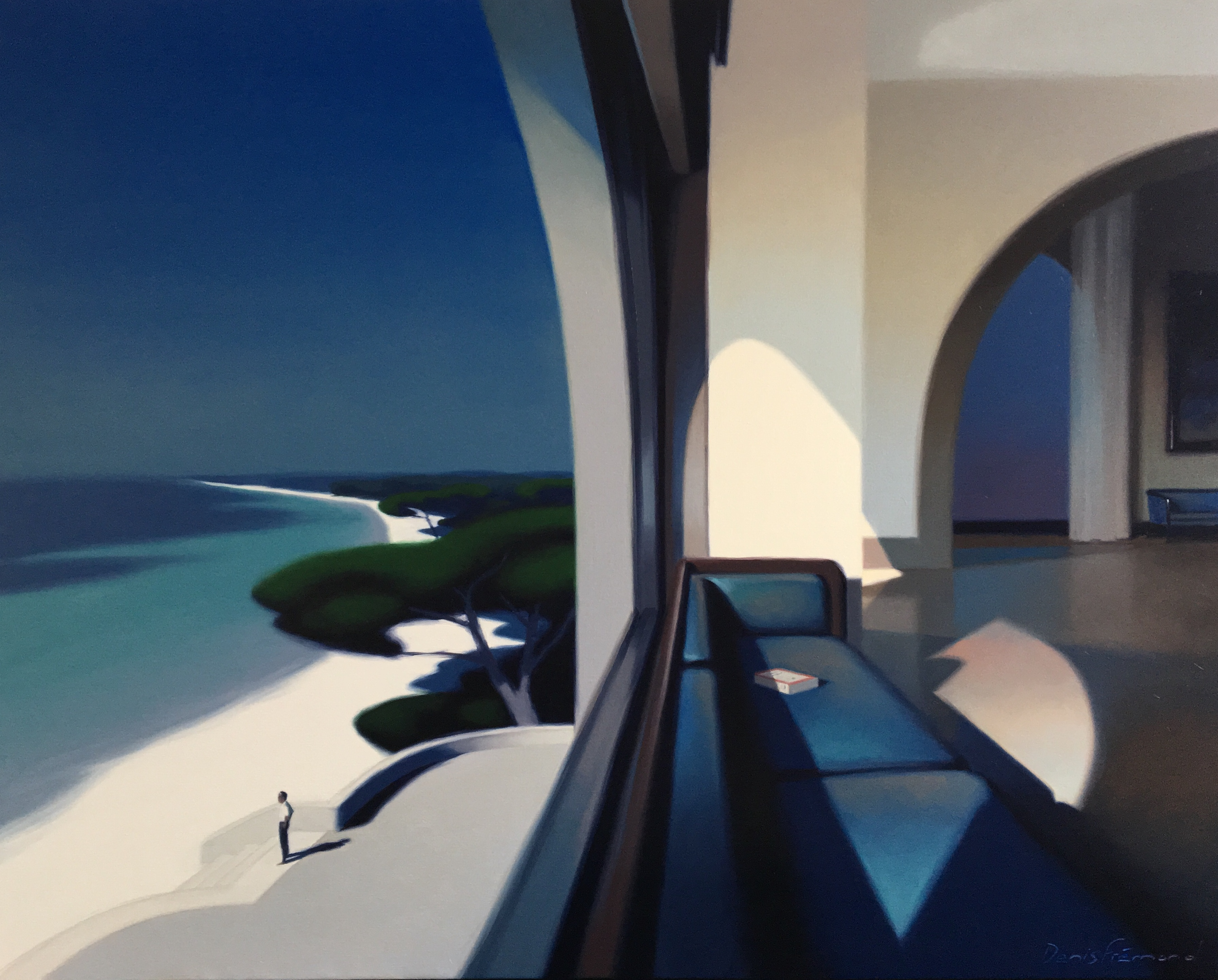
Le Livre de ma mer, 2019.
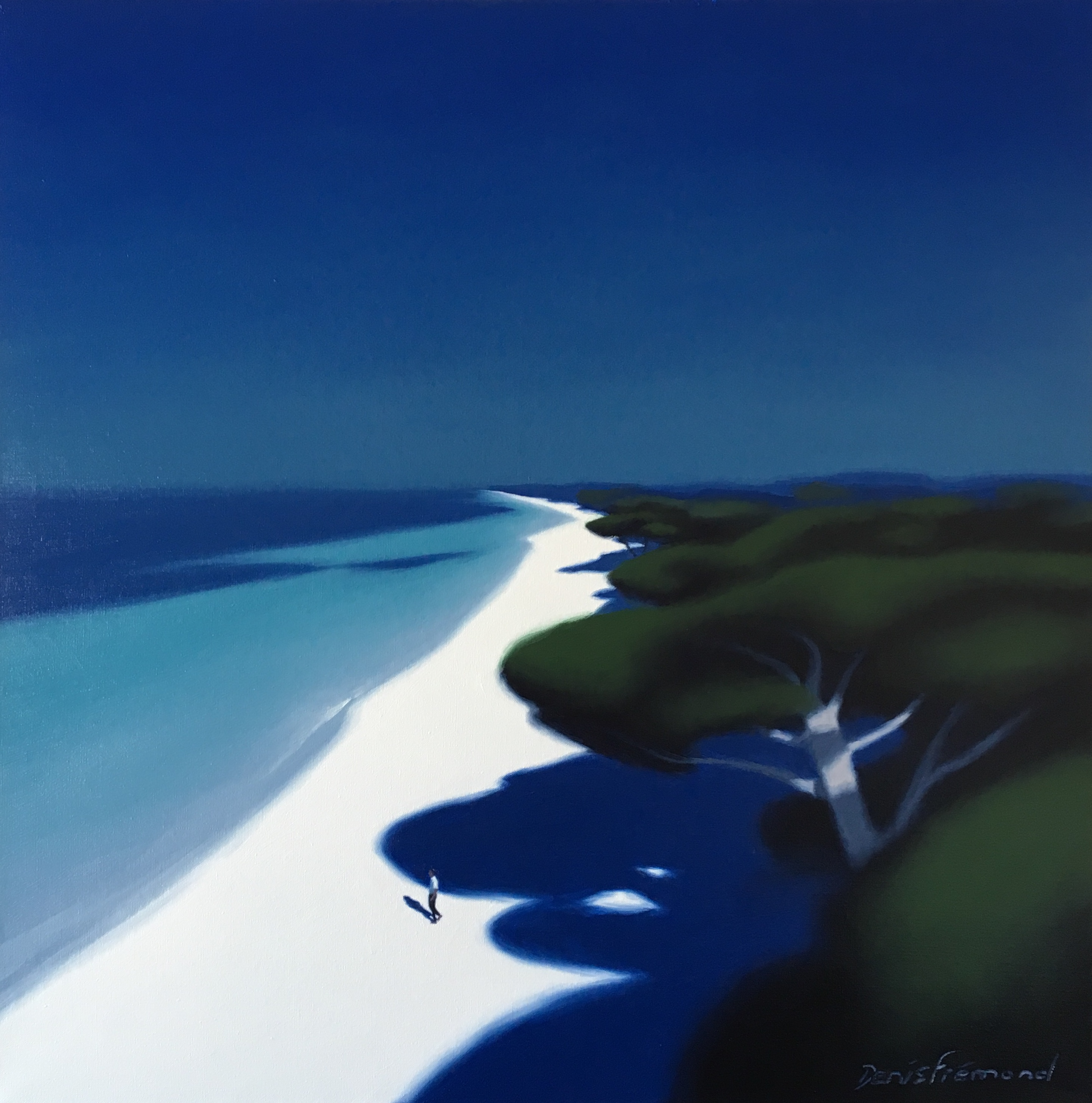
Le Monde sans Ravel, 2019.

## Bandes dessinées (de 1983 à 1991)

### Albums
- Jo Engo
  - La Grande Fièvre, t. 1, Albin Michel, 1986 (prix du meilleur premier album au festival d'Angoulême de 1987)[réf. souhaitée].
  - Opération du troisième type, t. 2, Dargaud, 1988.
- Sentimental, Dargaud, 1987 (Grand Prix du Salon du livre de Genève 1987)[réf. souhaitée].
- Des filles formidables, Dargaud, 1988.
- Touche pas à mon corps, Albin Michel, 1989.
- Je veux de l'amour, Albin Michel, 1990.
- Les célibataires, Albin Michel, 1991.
- Farniente, Les Humanoïdes associés, 1991.

### Distinction
- 1987 : Alfred du meilleur premier album du festival international de la bande dessinée d'Angoulême pour Jo Engo tome I : La Grande Fièvre.